# Károly Wieland
Károly Wieland (ur. 1 maja 1934 w Soroksár, obecnie w Budapeszcie, zm. 30 maja 2020 w Weinheim) – węgierski kajakarz, kanadyjkarz, medalista olimpijski i mistrz świata.

## Kariera sportowa
Zdobył złoty medal w wyścigu kanadyjek dwójek (C-2) na 10 000 metrów na mistrzostwach świata w 1954 w Mâcon. Jego partnerem był József Halmay. Na igrzyskach olimpijskich w 1956 w Melbourne zdobył wraz z Ferencem Mohácsim brązowy medal w wyścigu kanadyjek dwójek na 1000 metrów. Osadę węgierską wyprzedzili Dumitru Alexe i Simion Ismailciuc z Rumunii oraz Pawieł Charin i Gracyan Botiew ze Związku Radzieckiego. Zajął 7. miejsce w wyścigu C-2 na 10 000 metrów na mistrzostwach świata w 1958 w Pradze. Tym razem jego partnerem był István Gabriel.

## Późniejsze życie
Ukończył studia na Politechnice Budapeszteńskiej w 1960. Z wykształcenia był inżynierem. pracował w fabryce Csepel, a także na kontraktach w Egipcie, Pakistanie i na Cyprze. W 1972 wyemigrował w rodziną do Republiki Federalnej Niemiec. Po przejściu na emeryturę w 1999 zamieszkał w Weinheim, gdzie zmarł w 2020.